# Bătălia de la Toulouse (1814)
Bătălia de la Toulouse a opus la 10 aprilie 1814 „Armata franceză a Spaniei”, sub comanda Mareșalului Soult unei armate anglo-hispano-portugheze superioare numeric conduse de Arthur Wellesley, marchiz de Wellington. Bătălia s-a încheiat cu pierderi grele de ambele părți dar fără un rezultat decisiv; cu toate acestea, francezii au părăsit orașul Toulouse seara următoare și pe 17, aflând despre Abdicarea de la Fontainebleau, Soult a semnat armistițiul ce a pus capăt ostilităților. Bătălia este caracterizată de unii autori ca fiind o victorie aliată, de alții ca o victorie pentru francezi, însă ceea ce este evident este că a fost o bătălie inutilă, din moment ce Împăratul abdicase deja cu 4 zile în urmă.

## Preludiu
Soult se repliază încet din fața lui Wellington și se oprește în Toulouse, o poziție fortificată apărată de zidurile orașului, care este în plus împrejmuit la nord și est de Canalul du Midi. Însă mai la est de Canal se află Mont Rave, o serie de înălțimi ușoare - numite și înălțimile Calvinet - care lasă orașul vulnerabil unui bombardament în cazul în care inamicul ar reuși să plaseze artilerie acolo. Ca atare Soult construiește 5 redute și își poziționează marea parte a forțelor pe aceste înălțimi, anume cele 5 divizii ale lui Jean Harispe, Eugène-Casimir Villatte și Éloi Taupin, cu Jean Darmagnac și recruții lui Jean-Pierre Travot în rezervă. Sectorul de nord este apărat de divizia lui Augustin Darricau iar la vest, peste Garonne, divizia lui Jean-Pierre Maransin este plasată in cartierul Saint Cyprien. De-a lungul întregului front Soult plasează tunuri grele de poziție din arsenalul orașului, pe lângă artileria de câmp atașată armatei. Soult nu avea decât 35 000 - 36 000 de oameni și primise întărirea suplimentară a 6 000 - 7 000 de recruți total neexperimentați.
Convins că poziția nu poate fi forțată prin Saint Cyprien, Wellington traversează pe pontoane fluviul Garonne la nord de Toulouse (La Capellette), lăsând pe malul de vest doar corpul de armată al lui Rowland Hill. Pe frontul de nord între Garonne și podul Matabiau Wellington plasează divizia a 3-a a lui Thomas Picton, și divizia ușoară condusă de Carl von Alten, cu ordine (ca și Hill pe malul opus) să angajeze inamicul pe cât posibil fără nici o acțiune majoră. Atacul serios urma să aibă loc în est, pe platoul Calvinet, și să fie efectuat de corpul spaniol condus de Manuel Freire, și corpul anglo-portughez al lui William Beresford: diviziile a 4-a și a 6-a de infanterie susținute de două brigăzi de husari trimise înainte în recunoaștere.

## Bătălia

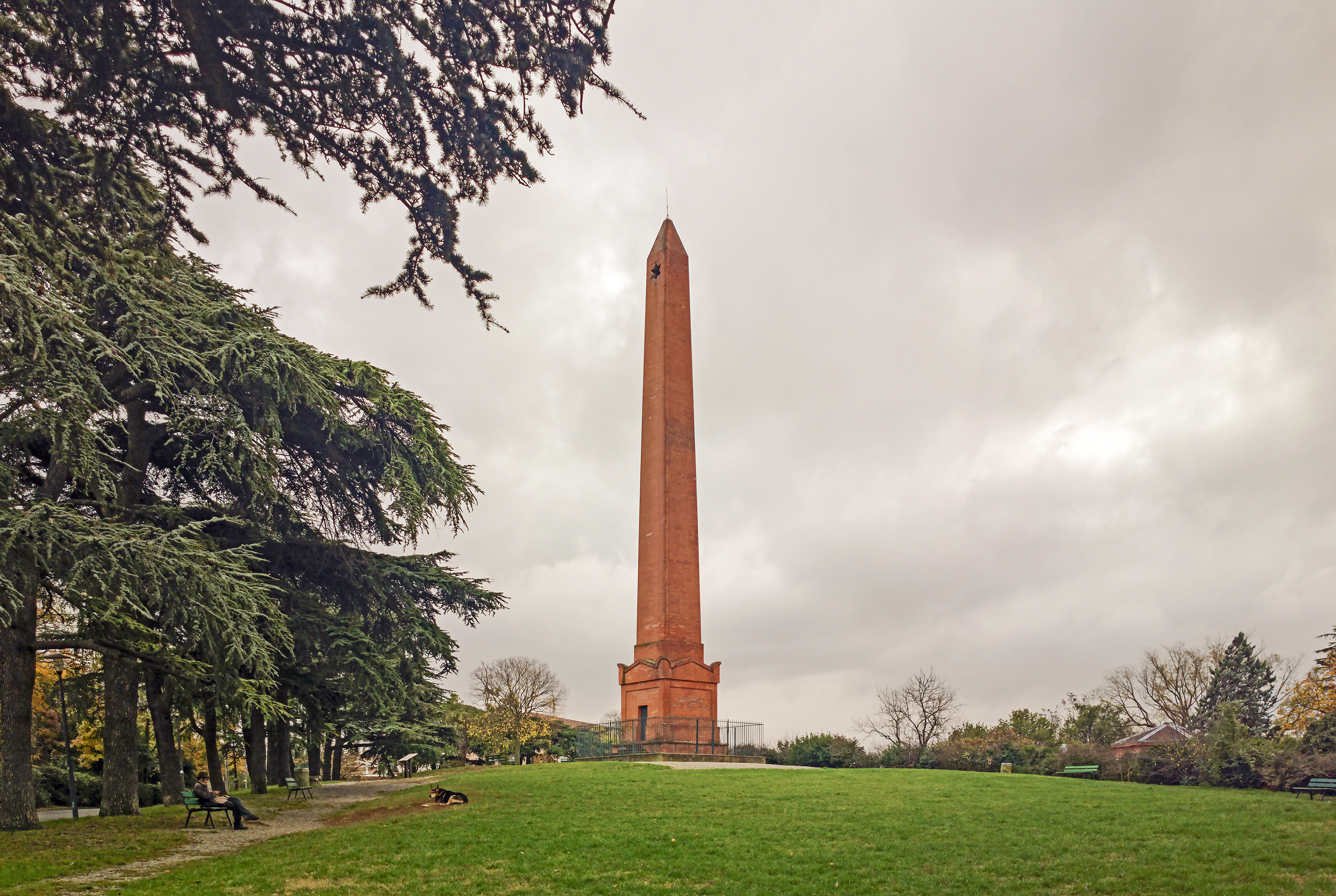
Monument de comemorare a Bătălia de la Toulouse (1814)

Bătălia începe la ora 5 dimineața în duminica de Paște din 10 aprilie, când corpul lui Hill atacă trupele lui Maransin în cartierul Saint Cyprien, la vest de Garonne. Hill capturează moara Bourassol pe malul fluviului iar Francezii se repliază în spatele zidurilor, combatanții rămânând pe aceste poziții tot restul zilei, suferind doar pierderi ușoare.   
La est forțele lui Beresford încep un marș de-a lungul râului Hers înspre poziția plănuită, anume sectorul de sud al platoului Calvinet, în dreptul redutei Sypière. Aici urma să lanseze un atac împotriva înălțimilor, în același timp cu spaniolii lui Freire ce făceau față "marii redute" în sectorul de nord al platoului. Însă marșul pe teren inundat încetinește manevra, artileria împotmolindu-se până la osii. Beresford decide să lase tunurile în urmă, deschizând focul de unde erau, în timp ce restul corpului își continuă marșul. Auzind tunurile și interpretând focul lor ca și semnalul de atac, Freire își trimite corpul de armată la asaltul "marii redute", două brigăzi de infanterie cu o a 3-a în rezervă, susținuți de artilerie Portugheză poziționată în spate pe dealul La Pujade. Divizia lui Villatte împreună cu artileria din redută provoacă spaniolilor pierderi grele, aceștia fiind respinși la vale înapoi peste rezerva lor. Ofițerii au nevoie de circa două ore să își reformeze batalioanele pentru a relua asaltul.
Pe frontul de nord Alten respectă cu strictețe ordinele lui Wellington și evită orice acțiune majoră, însă Picton, văzând deruta spaniolilor, decide să atragă apărătorii spre frontul lui și ordonă un atac serios impotriva a Pont Jumeaux, două poduri peste intersecția canalelor du Midi și Brienne, întărite cu gabioane. Atacul este un eșec soldat cu pierderi grele, în special pentru regimentul al 74-lea Highland de scoțieni din brigada lui Thomas Brisbane.  
Între timp Beresford ajunge în poziția plănuită în dreptul redutei Sypière, batalioanele intră în formație de luptă și încep să urce spre inamic, sub focul tunurilor din redută. Un martor al bătăliei notează că o prea mare parte din artileriștii francezi erau neexperimentați și ținteau rău, fiind deseori nevoie ca soldații din infanterie să le servească drept servanți. Soult trimite întăriri, divizia lui Taupin, care decide să atace în coloană la vale cu o șarjă la baionetă. Făcându-și drum prin fața tunurilor din redută și blocându-le focul, francezii sunt întâmpinați de o ofensivă bruscă și zdrobiți de focul britanicilor. Taupin însuși este ucis, iar divizia lui, panicată în plus de focul cu rachete Congreve, este respinsă de cealaltă parte a dealului până la linia Canalului du Midi. Beresford ocupă reduta Sypière și trece la atacul, în flanc acum, al următoarelor redute de pe platou. Lupta devine crâncenă, șarje și contrașarje la baionetă duc într-un final la ocuparea tuturor în afară de marea redută de la nord, intre timp atacată din nou de spanioli. Villatte rămâne pe poziții și respinge și noul atac însă forțele lui Beresford apar pe flanc, iar aliații reușesc acum să aducă artilerie. Poziția nu mai poate fi ținută iar în jur de ora 17 Soult ordona retragerea tuturor trupelor franceze rămase pe înălțimile Calvinet, de cealaltă parte a canalului în cartierul Saint Étienne. Villatte se retrage în siguranță cu toată artileria. Spaniolii ce l-au înfruntat au suferit pierderi de cinci ori mai mari.  
Știind că a pierdut trei generali (Taupin ucis și alți doi răniți) și un număr semnificativ de oameni, Soult decide să își retragă trupele în oraș pe data de 11, pentru ca pe 12 aprilie să îl evacueze, îndreptându-se spre Villefranche. Pierderile lui Wellington au fost semnificativ mai mari (peste 4 500 de oameni), astfel că Ducele nu a reluat ostilitățile imediat.       